# 深造文憑
深造文憑、深造證書與本科文憑或學士後文憑、本科證書（英語：Graduate Certificate）是一種擁有學士學歷者（含應屆畢業生），繼續修讀第二學士學位專長，修業一至二年或修業一至五年，專業等同碩士所得的學業證書，其具體級別在不同國家稍有不同。
在英語系國家，學士後第二的專長學士學位課程等級與碩士無異。“深造”教育也稱爲“學士後”或“研究生”教育（英語：Postgraduate education），不過在一些國家“研究生”課程包括廣義的所有學士學位以上級別的課程。

## 證書等級差異
在同时具有“Certificate”（“证书”）和“Diploma”（“文凭”）的国家，证书要求较低，例如只需修读一门课程，而文凭要求较高，例如需要完成相当于半个学年或一个学年的课程。但有些国家的资格制度中只有其中一种，因此不同国家的“证书”和“文凭”不一定可作高下之比。
深造文憑 (Postgraduate Diploma) 不等同文憑 (Diploma)，深造證書(Postgraduate Certificate) 不等同證書 (Certificate)。文憑，證書學歷比學士低一級，而深造文憑，深造證書比學士高一級。
举例来说，在爱丁堡商学院的工商管理专业，Postgraduate Diploma證書的獲得條件為：合格學分數達碩士學位要求的2/3；Postgraduate Certificate證書的獲得條件則是1/3學分數。而在聯合王國，取得碩士學位的畢業資格為180學分合格，
則取得120學分可獲得：Graduate Diploma或Postgraduate Diploma，而取得60學分可獲得：Graduate Certificate或Postgraduate Certificate。
同樣在香港，大學開辦的學士後教師培訓課程，香港中文大學和其他大學頒授的是學位教師教育文憑(Postgraduate Diploma in Education, PGDE)，香港大學卻有一段時期是頒授學位教育證書(Postgraduate Certificate in Education, PCEd)，後來才跟隨其他大學改為PGDE，此一名稱差異並不表示兩者的課程或學術程度有差距。
在同时具有“Graduate”（“毕业生”）和“Postgraduate”（“研究生”）证书或文凭资格的国家，一般“毕业生”证书或文凭教授的是专业性的实用知识，学生能够以此具备踏入某一非学术性的职业的资格，例如理科毕业生攻读教育科毕业生文凭以求成为教师，或法科毕业生攻读律师执业毕业生文凭以求可以成为执业律师；而“研究生”证书或文凭教授的则是比较学术性、具深造性的知识，学生可以加深专业知识，或以此为基础继续攻读硕士、博士学位等。但有些国家的资格制度中只有其中一种，因此不同国家的“毕业生”文凭和“研究生”文凭不一定可作高下之比。另一方面，攻讀碩士學位者，若果因故未能完成所有學分，無法獲得碩士學位，學校亦會授予碩士學分證書（Diploma／Certificate）。

## 各地制度

### 英國
深造文憑與深造證書的入學門檻與碩士相同，修讀課程可在進修其間自由轉換，由碩士課程若未能全部完成，而只完成超50-67%可申請中途畢業，而獲得深造文憑或深造證書，或者相反加修學分或論文至碩士畢業。由於證書持有者符合碩士班入學標準，所修得學分可以用於抵免部分碩士學位的修業學分。部份課程只開設碩士，就不容許以深造文憑與深造證書畢業。相反，部份學科只開設深造文憑或深造證書，沒有開設碩士，就不可加修學分至碩士。

### 澳大利亚与新西兰
在澳大利亚，深造文凭也称为学士后文凭（Graduate Diploma），位于澳大利亚资格框架的第8级。
新西兰的高等教育机构提的与澳大利亚名称一致的学士后文凭（Graduate Diploma），在新西兰NZQA框架中只位于第7级，与学士等价；而另外提供的深造文凭，则位于NZQA框架的第8级。此外，在新西兰的大学中，部分专业会同时提供硕士和深造文凭，并可以前后衔接。深造文凭等于硕士学位（第9级）课程的第一年课程，获得此文凭的学生如果继续攻读硕士学位，一般可以将已学习的课程折算进学分。被录取攻读硕士的学生如果在第一年的学习成绩过低，亦有可能无法进入硕士的后续学习，而以深造文凭毕业。不过也有一些专业只有深造文凭（如一些临床医学专业），甚至有些深造文凭还会要求已经拥有相关领域的硕士学位才可以学习（例如应用心理学研究生文凭要求已经获得心理学硕士学位）。

### 中華民國
學士後第二專業學士學位學程，報考資格須為具中華民國教育部立案之大學，獨立學院畢業，限制必須取得學士學位以上學位（含應屆畢業生）考生報考，不接受同等歴考生報考。修業期滿，經考核成績及格，學校授予學士學位，頒發學士後學位畢業證書。
事實上，台灣的碩士班均需撰寫論文，因此台灣學士後文憑並不等同碩士。國外的大專院校研究所則以Degree為正式學位。Diploma為進修學位。

### 香港
香港的制度與英國完全相同。在香港政府訂明的資歷架構中，碩士，深造文憑，深造證書學歷級別同屬級別６。學分方面如下：
- 深造證書學分為碩士25%至33%。
- 深造文憑學分為碩士50%至66%。